# (5660) 1974 MA
Az (5660) 1974 MA egy földközeli kisbolygó. C. T. Kowal fedezte fel 1974. június 26-án.